# 黛安·蓮恩
戴安·琳恩（英語：Diane Lane，1965年1月22日—）是一位在纽约出生并长大的美国电影女演員。她的银幕处女作是乔治·罗伊·希尔执导的1979年电影《情定日落桥》，与劳伦斯·奥利维尔演对手戏。之后不久，她登上了《时代》杂志封面，并被誉为“新一代格蕾丝·凯利”。之后她出演了多部电影，其中2002年的《出軌》为她赢得了奥斯卡金像奖、金球奖和美国演员工会奖提名。她出演的其它电影还包括1983年的《小教父》，2000年的，2003年的《托斯卡纳艳阳下》，2011年的《真实电影》和2013年的《超人：鋼鐵英雄》。

## 早年生活
戴安·琳恩生于纽约。她的母亲科琳·丽·法林顿（Colleen Leigh Farrington）曾是《花花公子》杂志的玩伴女郎，于1957年10月登上杂志的插页，又名科琳·普赖斯（Colleen Price）。父亲伯顿·尤金·琳恩（Burton Eugene Lane）曾是曼哈顿的一位戏剧教练，和約翰·卡薩維茲一起经营一家表演研讨会，还曾做过出租车司机，之后还在纽约市立学院讲授人文学科。戴安出生13天后，她的父母就分开了。母亲前往墨西哥并提出离婚，同时保留监护权直到孩子6岁。之后法林顿搬到了乔治亚州，伯顿获得了女儿的监护权。戴安和父亲一起住过纽约市的多家酒店，她还会坐在父亲的出租车上一起上路。
戴安15岁那年宣布自己独立并离开父亲，她和自己的朋友，男演员克里斯托弗斯·阿特金斯一起飞到洛杉矶呆了一个星期。回忆起这段经历，戴安表示自己的作法过于鲁莽，她当时还太年轻，太过独立。她回到了纽约并住进一位朋友家里，向他们缴纳房租。1981年，她通过就读函授课程而进入高中学习。然而她的母亲却在这一期间绑架了女儿并带她回乔治亚州。戴安和父亲一起向法院起诉了母亲，六个星期后她再次返回纽约。之后三年里，戴安都没有和妈妈说过一句话，不过之后她们达成了和解。

## 职业生涯

### 早期作品
琳恩的祖母埃莉诺·斯科特（Eleanor Scott）是位曾结过三次婚的使徒教会五旬节牧师，琳恩受到了祖母戏剧性布道的影响。琳恩6岁时开始在纽约的拉玛麻实验剧场开始了自己的演艺生涯，出演了舞台剧《美狄亚》（Medea）。12岁时，她与梅丽尔·斯特里普一起出演了约瑟夫·帕普制作的《櫻桃園》，这一期间她还进入了亨特学院高中的一个速成课程就读，但成绩受到了自己繁忙日程的影响。13岁时，琳恩放弃了出演百老汇音乐剧《逃亡》（Runaways）的机会，选择出演自己的第一部电影《情定日落桥》，与劳伦斯·奥利维尔演对手戏。奥利维尔对琳恩的表现给出了高度评价，称她是“新一代格蕾丝·凯利”，她也在这时登上了《时代》杂志封面，被称为好莱坞的“神童”之一。
1980年代初，琳恩成功地从童星转型为出演成人角色。她在1981年拉蒙特·约翰逊（Lamont Johnson）的电影《卡特·安妮和里特·比里奇斯》中扮演少年法外之徒里特·比里奇斯。接下来，琳恩于1983年又出演了弗朗西斯·科波拉执导的《小教父》和《斗鱼》两部电影。这两部电影都由多位少年男演员出演，其中包括湯姆·克魯斯、罗伯·劳、C·托马斯·豪威尔、艾米利奥·艾斯特维兹、派屈克·史威茲、米基·洛克、尼古拉斯·凯奇和马特·狄龙，他们之后都成为美国影坛的当红演员。而琳恩在与这些男演员合作时仍然有着亮眼的表现。安迪·沃荷宣称琳恩是这帮好莱坞新生代演员中无可争议的女主角。
但是，接下来琳恩出演的《狠将奇兵》和《棉花俱乐部》两部电影无论是在商业还是评价上都很失败，她还为《狠将奇兵》推掉了出演《美人鱼》和《保送入學》的机会。她的职业生涯也因此而陷入胶着。《棉花俱乐部》后，琳恩暂时退出了演艺圈，和妈妈一起在乔治亚州生活。对此琳恩表示：“我和妈妈已经很久没有亲近了，所以我们有许多事情想要一起做。我想要自己的妈妈回来，所以我们必须修复彼此的关系。”

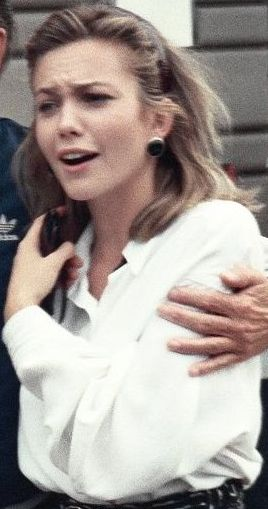
1989年9月17日，琳恩出席第41届艾美奖颁奖典礼

琳恩以1987年上映的《赌城浪子》和《危险女人香》回到了演艺圈，这两部作品都没有带来什么反响。但1989年的电视迷你剧集《寂寞之鸽》为琳恩的事业带来了转机，她因该剧获得了一项艾美奖提名。之后她在独立电影《我的手枪会转弯》（My New Gun）中的表现也在戛纳电影节上获得了好评，该片获得了独立精神奖提名。琳恩接下来在李察·艾登堡祿的大成本传记片《卓別靈傳》中饰演女演员宝莲·高黛，该片是查理·卓别林的传记。琳恩在1999年的《月球漫步》中与維高·摩天臣演对手戏，获得了较为正面的评价。一份评论中称事业在少年时代打入冷宫多年的琳恩如今终于有了出头之日。该片导演托尼·戈德温形容琳恩有火山般的性感潜力，只是自己还没有意识到。琳恩也获得了一座独立精神奖最佳女主角奖提名。这一时期她有意接拍一部有关女演员珍·茜宝的电影，并在其中出演女主角茜宝。

### 2000年至今
2000年，琳恩在災難片中飾演一個配角，馬克·沃爾伯格的情人。2002年，她又主演了英國導演阿德裡安·萊恩執導的劇情片《出軌》，該片是根據一部法國同名電影改編的，蓮恩的角色是一位家庭主婦，因偶然機緣而與一位帶有神秘色彩的書商發生了婚外情並從此一發不可收拾。片中包含了多處性愛鏡頭，萊恩的對這些鏡頭的要求非常苟刻，其中涉及的演員，特別是蓮恩不得不反覆進行演出，她無論是在心理上還是生理上都很適合這個角色。《出軌》獲得的整體評價褒貶不一，但蓮恩的表演獲得了廣泛好評。《娛樂週刊》評論員歐文·格雷伯曼稱這是蓮恩演藝生涯中最出色的一場演出，這部電影真正的重點正是她的情慾、浪漫、沉淪和臉上的愧疚。她接下來的下一部電影是根據弗朗西絲·梅耶斯暢銷小說改編的《托斯卡納艷陽下》。
2008年，蓮恩繼《出軌》後再度與李察·基爾合作出演了浪漫劇情片《羅丹島之戀》，該片改編自尼可拉斯·史派克的同名小說，不過所獲反響不佳。同年她還出演了《移動世界》和《Live殺人網站》，但這兩部電影的評價也很不理想。接下來的《射殺》中她與米基·洛克合作，影片先進行了限量影院放映後於2009年發行了DVD。在為《羅丹島之戀》做宣傳的過程，蓮恩表示自己不想再演那些好人了，而是希望出演一些喜劇以及比較讓人又愛又恨的角色。她甚至打算如果不能出演這樣的角色，就還是逐漸退出演藝圈，花更多的時間陪伴自己的家人。她在接受一次採訪時透露：「正式場合我啥也不能說，我的經紀人不讓。但就告訴你的話，我現在什麼計劃也沒有。」
2010年，蓮恩出演了華特迪士尼公司出品的電影《一代驕馬》，該片講述的是一匹三冠王賽馬和主人潘妮·切納裡之間的關係，後者由蓮恩扮演。這以後她出演了HBO的電視電影《真實電影》，這次演出為她贏得了艾美獎、金球獎、美國演員工會獎等獎項提名。
2012年，蓮恩在古德曼劇院出演了田納西·威廉斯的舞台劇《春濃滿樓情癡狂》。她在劇中詮釋科斯莫諾普裡斯公主，是一位過氣的好萊塢電影女星，和芬·威特羅克演對手戲。這是她繼1989年在馬薩諸塞州劍橋的美國劇目劇團出演威廉·莎士比亞的《第十二夜》以來首次參加舞台劇演出。同年她還出現在紀錄片《半邊天》（Half the Sky: Turning Oppression into Opportunity for Women Worldwide）中，該片於10月1日至2日在公共電視網首播。
2013年，戴安·蓮恩在查克·史奈德執導的超人電影《超人：鋼鐵英雄》中扮演瑪莎·肯特（Martha Kent），該片於2013年6月14日上映。史奈德表示對蓮恩的出演感到非常高興，因為「她能表現出一個自己兒子擁有超乎想像力量的女人的智慧和好奇」。該片已確定將拍攝續集，蓮恩也將在其中繼續飾演同一角色。此外，蓮恩出演的《失蹤秘聞》已經進入後期製作階段，預計將於2014年上映。

## 奖项
2002年，紐約影評人協會在林肯中心向戴安·琳恩的职业生涯致敬，这时距该协会的年度奖项投票日期还剩四天。投票一天前，《出軌》的导演阿德里安·莱恩为琳恩在四季酒店举行了晚宴，这两次活动都有邀请影评人和投票人士出席。琳恩之后赢得了國家影評人協會和紐約影評人協會的奖项肯定，并获金球奖和奥斯卡最佳女主角奖提名。2003年，提名她为2003年度女星，她还获得了这一年的电影女性水晶奖，这一奖项主要旨在奖励娱乐界的杰出女性。
琳恩曾在VH1评选的100位最出色童星中名列第79位，还在网站上评选的2005年最诱人的99个女人中名列第45位，2006年排在第85位，2007年名位第98位。

## 个人生活

### 婚姻和家庭

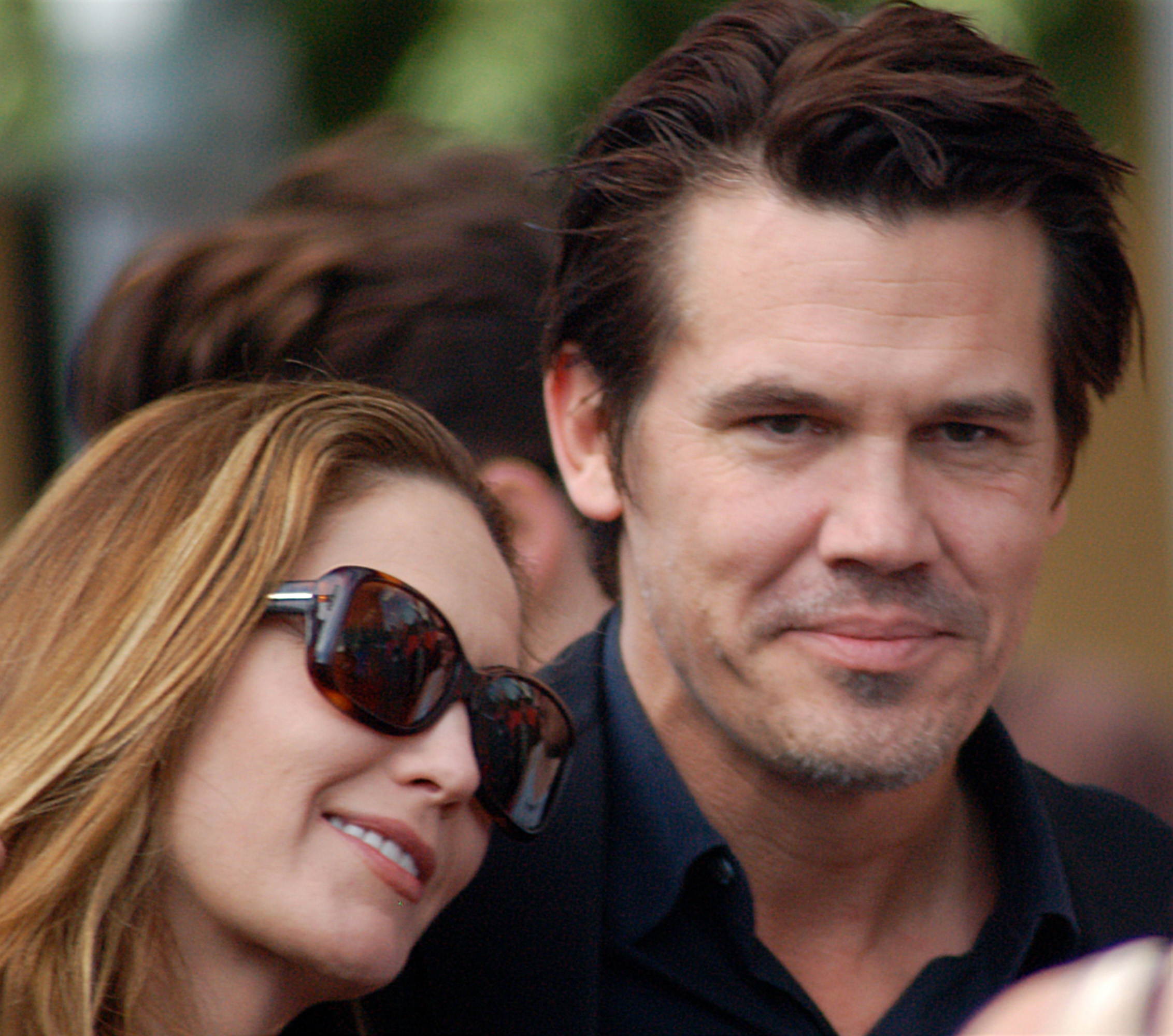
琳恩和丈夫乔什·布洛林，摄于2009年12月

琳恩于1984年在巴黎为《棉花俱乐部》作宣传时结识了男演员克里斯多弗·藍伯特，两人有了一段短暂的恋情。他们之后在罗马重逢并一起拍摄一部名为《雨后》（After the Rain）的电影，两个星期后，两人成为情侣，并于1988年10月在新墨西哥的圣菲结婚。两人有一个女儿，名叫埃莉诺·贾斯敏（Eleanor Jasmine），但在一段长时间的分离后，两人于1994年离婚。
2003年7月，琳恩和男演员佐斯·布連订婚，再于2004年8月15日结婚。同年12月20日，两人发生口角后琳恩报了警，布洛林因涉嫌家庭暴力而被捕。不过之后琳恩没有提出起诉。两人的新闻发言人形容事件只是一场“误会”。2013年2月，琳恩和布洛林提出离婚。

### 慈善事业
戴安·琳恩有参与多个慈善事件，其中包括专注世界饥荒问题的国际小母牛组织，她还是和平与公正艺术家组织成员，这个好莱坞机构主要对海地提供救济。不过，琳恩不希望给自己的人道主义努力引来他人的注意，希望能够保持匿名，而不是把慈善做为一件可以用来夸耀的事情。

## 作品年表
| 年份 | 片名                                 | 角色                              | 注释 |
| ---- | ------------------------------------ | --------------------------------- | --- |
| 1979 | 《情定日落桥》                       | 劳伦·金（Lauren King）                       | 青年艺术家奖最佳未成年电影女演员奖 |
| 1980 | 《恩深情更深》                       | 凯伦（Karen）                          | 青年艺术家奖最佳未成年电影女演员奖 |
| 1981 | 《伟大的表演》                       | 查瑞提·罗亚尔（Charity Royall）                 | 电视剧 |
| 1981 | 《彻底失败》                         | 科琳·伯恩斯（Corinne Burns）                   | |
| 1981 | 《卡特·安妮和里特·比里奇斯》         | 简妮·“里特·比里奇斯”·史蒂文斯（Jenny "Little Britches" Stevens） | |
| 1981 | 《肖特·克里克的儿童新娘》（Child Bride of Short Creek）        | 杰西卡·雷伊·雅各布斯（Jessica Rae Jacobs）          | TV film |
| 1982 | 《国家讽刺电影版》（National Lampoon Goes to the Movies）               | 丽莎（Liza）                          | |
| 1982 | 《一个好汉一家帮》                   | 布里兹（Breezy）                        | |
| 1982 | 《全美美丽小姐》（Miss All-American Beauty）                 | 萨莉·巴特菲尔德（Sally Butterfield）               | 电视电影 |
| 1983 | 《小教父》                           | 雪莉·“樱桃”·瓦兰斯（Sherri 'Cherry' Valance）            | |
| 1983 | 《斗魚》                             | 帕蒂（Patty）                          | 青年艺术家奖最佳未成年电影女演员奖提名 |
| 1984 | 《狠将奇兵》                         | 艾伦·艾姆（Ellen Aim）                     | |
| 1984 | 《棉花俱乐部》                       | 维拉·西塞罗（Vera Cicero）                   | |
| 1987 | 《危险女人香》（Lady Beware）                   | 卡提娅·雅诺（Katya Yarno）                   | |
| 1987 | 《赌城浪子》（The Big Town）                     | 洛瑞·戴恩（Lorry Dane）                     | |
| 1988 | 《无价的爱》（Love Dream）                     | 切娜（China）                          | |
| 1988 | 《寂寞之鸽》                         | 洛丽娜·伍德（Lorena Wood）                   | 电视迷你剧集，共4集 黄金时段艾美奖迷你剧集或电影类杰出女主角奖提名 |
| 1990 | 《生死征兆》（Vital Signs）                     | 吉娜·惠勒（Gina Wyler）                     | |
| 1990 | 《堕落天使》（Descending Angel）                     | 伊琳娜·斯特罗娅（Irina Stroia）               | 电视电影 |
| 1992 | 《超级赢家》                         | 凯西·谢柏德（Kathy Sheppard）                   | |
| 1992 | 《我的手枪会转弯》                   | 黛比·本德（Debbie Bender）                     | |
| 1992 | 《落阳》（The Setting Sun）                         | 和子                              | |
| 1992 | 《卓別靈傳》                         | 宝莲·高黛                         | |
| 1993 | 《秋天的记忆》（Indian Summer）                   | 贝斯·沃登（Beth Warden）                     | |
| 1993 | 《堕落天使》                         | 伯纳特·斯通（Bernette Stone）                   | 电视剧 |
| 1994 | 《往日情怀》（》                     | 露西·哈尼科特·马斯登（Lucy Honicut Marsden）          | 电视电影 |
| 1995 | 《欲望号街车》（A Streetcar Named Desire）                   | 斯特拉·科瓦尔斯基（Stella Kowalski）             | 电视电影 |
| 1995 | 《特警判官》                         | 赫尔希法官（Judge Hershey）                    | |
| 1996 | 《西域枪神》（Wild Bill）                     | 苏珊娜·摩尔（Susannah Moore）                   | |
| 1996 | 《家有杰克》                         | 卡伦·鲍威尔（Karen Powell）                   | |
| 1996 | 《子弹边缘》                         | 格雷斯·艾佛利（Grace Everly）                 | |
| 1997 | 《真命天子》（The Only Thrill）                     | 凯瑟琳·菲茨西蒙斯（Katherine Fitzsimmons）             | |
| 1997 | 《1600谋杀案》                       | 尼娜·钱斯（Nina Chance）                     | |
| 1998 | 《龙虎悍将》（Gunshy）                     | 梅利莎（Melissa）                        | |
| 1998 | 《格雷斯和格罗瑞》（Grace & Glorie）               | 格罗里娅（Gloria）                      | 电视电影 |
| 1999 | 《月球漫步》                         | 普尔·坎特罗威茨（Pearl Kantrowitz）               | 提名：独立精神奖最佳女主角奖 提名：拉斯维加斯影评人协会最佳女主角奖 |
| 2000 | 《家有跳狗》                         | 艾伦·莫里斯（Ellen Morris）                   | |
| 2000 | 《弗吉尼亚州人》（The Virginian）                 | 莫莉·斯塔克（Molly Stark）                   | 电视电影 |
| 2000 | 《》                                 | 克里斯蒂娜·科特（Christina Cotter）               | |
| 2001 | 《玻璃屋》                           | 艾琳·格拉斯（Erin Glass）                   | |
| 2001 | 《临时教练》                         | 伊丽莎白·威尔克斯（Elizabeth Wilkes）             | |
| 2002 | 《出軌》                             | 康妮·萨姆纳（Connie Sumner）                   | 国家影评人协会最佳女演员奖 纽约影评人协会最佳女演员奖 卫星奖剧情电影最佳女演员奖 提名：奥斯卡最佳女主角奖 提名：广播影评人协会最佳女演员奖 提名：芝加哥影评人协会最佳女演员奖 提名：金球奖剧情类电影最佳女主角 提名：在线影评人协会最佳女演员奖 提名：凤凰城影评人协会最佳女演员奖 提名：美国演员工会奖最佳女主角 |
| 2003 | 《托斯卡纳艳阳下》                   | 弗朗西斯（Frances）                      | 提名：金球獎最佳音樂及喜劇類電影女主角 提名：卫星奖音乐剧或喜剧类电影最佳女演员奖 |
| 2005 | 《一生爱永远》                       | 丽兹·厄尔（Liz Earl）                     | |
| 2005 | 《征婚广告》台譯：《愛狗男人請來電》 | 莎拉·诺兰（Sarah Nolan）                     | |
| 2006 | 《銀色殺機》                         | 托尼·曼尼克斯                     | |
| 2008 | 《Live殺人網站》                     | 珍妮弗·马什（Jennifer Marsh）                   | |
| 2008 | 《移動世界》                         | 玛丽·赖斯（Mary Rice）                     | |
| 2008 | 《罗丹岛之恋》                       | 艾德丽安·威利斯（Adrienne Willis）               | |
| 2009 | 《射杀》                             | 卡门·科尔森（Carmen Colson）                   | |
| 2010 | 《一代骄马》                         | 潘妮·切纳里                       | |
| 2011 | 《真实电影》                         | 帕特·劳德（Pat Loud）                     | 电视电影 提名：黄金时段艾美奖迷你剧集或电影类杰出女主角奖 提名：卫星奖迷你剧集或电视电影类最佳女演员奖 提名：金球奖迷你剧集或电视电影类最佳女主角奖 提名：美国演员工会奖迷你剧集或电视电影类杰出女演员奖 |
| 2013 | 《超人：鋼鐵英雄》                   | 玛莎·肯特                         | |
| 2013 | 《希拉里》                           | 希拉里·罗德姆·克林顿              | 电视电影 |
| 2014 | 《失踪秘闻》                         | 海伦·曼宁（Helen Manning）                     | |
| 2015 | 《好萊塢的黑名單》                   | 克莉奥·芬奇·特朗勃（Cleo Fincher Trumbo）            | |
| 2016 | 《蝙蝠俠對超人：正義曙光》           | 瑪莎·肯特                         | |
| 2017 | 《正義聯盟》                         | 瑪莎·肯特                         | |
| 2019 | 《驚濤佈局》                         | 康斯坦丝（Constance）             | |
| 2020 | 《让他走》                           | 玛格丽特（Margaret）              | |

## 扩展阅读
- Ascher-Walsh, Rebecca. Confidence: The Ultimate Seducer. Men's Health. Accessed 2010-03-25.
- Radziwill, Carole. Gorgeous At Any Age: Diane Lane（页面存档备份，存于）. Glamour magazine. 2008-09-01. Accessed 2010-03-25.
- Saroyan, Strawberry. Diane Lane: a fortysomething sex symbol（页面存档备份，存于）. telegraph. 2008-10-05. Accessed 2010-03-25.
- Robinson, Tasha. Interview: Diane Lane （页面存档备份，存于）. The Onion A.V. Club. 2010-10-07. Accessed 2010-10-08.
- Diane Lane: Her Best Roles - Empire magazine （页面存档备份，存于）
- Kaplan, Michael. Diane Lane: A Career with a View . Movieline. 1996-04-01. Accessed 2011-06-30.
- Rebello, Stephen. Diane Lane: Sudden Lane Changes. Movieline. 2003-10-01. Accessed 2011-06-30.
- Hensley, Dennis. Diane Lane: Lane Changes. Movieline. 2000-06-01. Accessed 2011-06-30.